# جون بيلندن كير غاولر
جون بيلندن كير غاولر (1764-1842) (بالإنجليزية: John Bellenden Ker Gawler)‏ هو عالم نبات بريطاني.